# Дјетињство младости
„Дјетињство младости” је југословенска телевизијска серија снимљена 1979. године у продукцији ТВ Сарајево.

## Улоге
| Глумац                | Улога |
| --------------------- | ----- |
| Даринка Ђурашковић    |       |
| Нада Ђуревска         |       |
| Јосип Пејаковић       |       |
| Данило Бата Стојковић |       |
| Јелена Жигон          |       |
| Златко Мартинцевић    |       |
| Весна Машић           |       |

Комплетна ТВ екипа ▼
| Редитељ              | Војислав Милашевић |
| Сценариста           | Верослав Ранчић    |
| Директор фотографије | Владимир Дивјак    |